# Brunyola
Brunyola – gmina w Hiszpanii, w prowincji Girona, w Katalonii, o powierzchni 36,85 km². W 2011 roku gmina liczyła 397 mieszkańców.